# گیلیان بیلی
گیلیان بیلی (انگلیسی: Gillian Bailey؛ زادهٔ ۱۹۵۵) بازیگر اهل انگلستان است.

## گزیدهٔ نقش‌آفرینی‌ها
- وروجک‌ها (۱۹۷۰-۱۹۷۱)
- بچه‌های راه‌آهن (۱۹۶۸)